# جامعة سانت بطرسبورغ الحكومية الطبية الأولى
جامعة سانت بطرسبورغ الحكومية الطبية الأولى - إ.ب. بافلوف (بالروسية: Первый Санкт-Петербургский государственный медицинский университет имени академика И. П. Павлова) هي من المؤسسات التعليمية الطبية العليا في سانت بطرسبورغ في روسيا. تشارك الجامعة في تطوير العلوم الطبية والصحية في روسيا، وهي معروفة كمركز ضخم لتدريب الأخصائيين في مجالات الطب المختلفة.

## التاريخ
تأسست الجامعة في سنة 1898 باسم «معهد الطب للنساء» (بالروسية: Женский медицинский институт) ثم تغير اسمها في 1924 إلى معهد الطب الأول في لينينغراد، ومنذ عام 1936م بعد احراز المنجزات العلمية من قبل العالم الفيزيولوجي بافلوف الحائز على جائزة نوبل، أصبحت الجامعة تسمى معهد بافلوف الأول للطب في لينينغراد (بالروسية: I Ленинградский медицинский институт имени академика И.П. Павлова).

## النشاط العلمي والتدريسي
تتعاون الجامعة مع العديد من المراكز السريرية والمستشفيات المجهزة بأحدث التقنيات الطبية والمراكز الطبية للبحث العلمي (معهد الجراحة العظمية، معهد البحوث العلمية في علم الأورام، معهد أوت للبحوث العلمية في التوليد وأمراض النساء) في تدريب طلاب المرحلة الجامعية الأولى ومرحلة الاختصاص في مجالات الطب المختلفة. تهتم الجامعة بالتعاون العالمي في مجالات التعليم الطبي والعلوم الطبية.
تعتبر الشهادة التي تمنحها الجامعة من الشهادات الطبية المرموقة.